# Ивченко, Владислав Васильевич
Владисла́в Васи́льевич И́вченко (1936, Донецкая область, УССР — 26 октября 2015, Калининград, Российская Федерация) — советский и российский экономист, проректор по научной работе Балтийского федерального университета им. И. Канта, профессор, заслуженный работник высшей школы Российской Федерации.

## Биография
В 1959 г. окончил инженерно-экономический факультет Ленинградского кораблестроительного института. Переехав в г. Калининград, работал на промышленных предприятиях города.
С 1961 г. — заведующий лабораторией экономических исследований Балтийского научно-исследовательского института морского рыбного хозяйства и океанографии (БалтНИРО), впоследствии переименованный в АтлантНИРО. В 1967 г. защитил кандидатскую диссертацию на тему «Совершенствование планирования судоремонтных предприятий».
С 1971 по 1991 гг. работал начальником отдела, а затем заместителем директора АтлантНИРО по экономическим исследованиям. Под его руководством развивалась сеть научно-исследовательских лабораторий: экономического прогнозирования, методологии планирования, автоматизированных систем управления (АСУ) флотом на промысле, первая в СССР лаборатория биоэкономики океана, лаборатория ценообразования и другие. С 1980 по 1991 г. он возглавлял единственный в СССР Научно-консультативный совет по экономическим проблемам живых ресурсов гидросферы Ихтиологической комиссии при Минрыбхозе СССР и АН СССР. Проводил широкие научные исследования по экономическим вопросам судоремонта, использования ресурсов океана и особенно его экспедиционного варианта, развитию приморских регионов России, организации инновационной деятельности. В 1986 г. защитил в Центральном экономико-математическом институте АН СССР докторскую диссертацию по теме «Проблемы создания биоэкономического кадастра Мирового океана в СССР». Заметным результатом его научной деятельности стала разработка теории и методологии создания биоэкономического кадастра Мирового океана.
С 1991 г. он полностью перешёл на преподавательскую работу. В 1991—1994 гг. — заведующий кафедрой экономики и предпринимательства, а в 1994—1999 гг. проректор по научной работе Калининградского государственного университета (впоследствии — БФУ имени И. Канта). С 1999 г. работал заведующим кафедрой экономики народного хозяйства, руководил деятельностью Диссертационного совета по экономическим наукам. За время научно-педагогической деятельности В. В. Ивченко опубликовал свыше 290 научных работ, в том числе 34 книги и брошюры, из них 9 монографий.

## Научные труды
- «Экономико-организационные проблемы рационального использования биоресурсов Мирового океана». М., 1980
- «Свободные экономические зоны в зарубежных странах и России». Калининград, 1999 (в соавторстве)
- «Очерки инновационной экономики приморских регионов России». Калининград, 2006.

## Награды и звания
Был награждён медалью ордена «За заслуги перед Отечеством II степени» (1997). Заслуженный работник высшей школы Российской Федерации (2003).